# 纳妾记
《纳妾记》2015年中国偶像剧。本剧改编自沐轶的同名网络小说，由孫堅、鄭清文、雨婷兒、李溪芮主演，PP视频于2015年7月9日首播。

## 演员列表
| 演員   | 角色   | 介紹 |
| 孙坚   | 杨秋池 | 一个满脑子现代思想的小法医，一次偶然的机会穿越至明朝永乐年间后生活便起了翻天覆地的变化，利用现代科学知识，在几百年前的明朝掀起了风云。 |
| 何育駿 | 龍子胥 | 秀才。被楊秋池提拔為助手。 |
| 郑清文 | 冯小雪 | 杨秋池正妻，个性泼辣的明朝女汉子，一直为杨秋池默默付出。脸上原有痦子，后经手术治好。                                                   |
| 温心   | 柳若冰 | 宋芸儿师傅，杨秋池的“神仙姐姐”，气质出尘，武功高强，冷若冰霜。一心追杀建文余党为师报仇。                                               |
| 雨婷儿 | 宋芸儿 | “恐龙”女孩，宋县令之女，杨秋池穿越后遇到的第一个美女。杨秋池办案时的小尾巴，古灵精怪，为人正直。喜欢喊杨秋池“队长哥”。                 |
| 李溪芮 | 秦芷若 | 本欲杀杨秋池为父报仇，设计嫁给杨秋池，后被杨秋池真心所感动，为杨秋池第一个妾，敢爱敢恨。                                               |
| 王乐乐 | 白素梅 | 大家闺秀，殷德前妻，假死被杨秋池人工呼吸所救，对杨秋池有好感。                                                                         |
| 李国营 | 宋知县 | 广德县县令，宋芸儿父亲。 |
| 尹君正 | 马渡   | 锦衣卫千戶，杨秋池好友。 |

## 电视原声
| 曲序 | 曲目                     |              | 作曲           | 演唱         |
| ---- | ------------------------ | ------------ | -------------- | ------------ |
| 1.   | 疾行风暴（片头曲）       | 陈炼         | 刘笑野、于译洋 | 孙坚、雨婷儿 |
| 2.   | 偶尔还会想我吗（片尾曲） | 王嘉诚、水韵 | 王嘉诚         | 黄锶骑       |